# Grote berghoningkruiper
De grote berghoningkruiper (Diglossa major) is een zangvogel uit de familie Thraupidae (tangaren).

## Verspreiding en leefgebied
Deze soort telt 4 ondersoorten:
- D. m. gilliardi: Auyan-tepui (zuidoostelijk Venezuela).
- D. m. disjuncta: tepuis aan de westkant van La Gran Sabana  (zuidoostelijk Venezuela).
- D. m. chimantae: Chimantá-tepui  (zuidoostelijk Venezuela).
- D. m. major: Cerro Roraima, Cerro Cuquenán en Uei-tepui  (zuidoostelijk Venezuela, westelijk Guyana en noordelijk Brazilië).